# Mikołaj Ignacy Benoe
Mikołaj Ignacy Benoe herbu Taczała (ur. ok. 1740 – zm. 20 lutego 1812 w Krakowie) – wielkorządca zamku krakowskiego w 1780 roku, dworzanin królewski, porucznik 7 Brygady Kawalerii Narodowej w latach 1773–1789, starosta drohowicki.